# Cozumel-Waschbär
Der Cozumel-Waschbär (Procyon pygmaeus) ist eine seltene Waschbärart, die auf der mexikanischen Insel Cozumel heimisch ist.

## Merkmale
Der Cozumel-Waschbär ist die mit Abstand kleinste Art aus der Gattung der Waschbären. Bei einer Gesamtlänge von durchschnittlich 75 cm entfallen etwa 25 cm auf den Schwanz. Das Gewicht beträgt 3 bis 7 kg. Damit sind Cozumel-Waschbären um etwa 45 % leichter und 18 % kleiner als die Waschbären des Festlands.
Abgesehen vom deutlichen Größenunterschied gibt es nur wenige äußerliche Unterschiede zwischen dem Cozumel-Waschbären und dem Festland-Waschbären. Zu diesen gehören ein deutliches schwarzes Band zwischen Kinn und Kehle sowie die goldgelbe Grundfarbe der Schwanz-Oberseite. Anatomisch bedeutend sind außerdem ein kürzeres Rostrum sowie vor allem ein abweichender Zahnbau. Die Zähne sind weniger als halb so groß wie die des Festland-Waschbären.
Zwischen Männchen und Weibchen gibt es einen geringfügigen Geschlechtsdimorphismus in der Größe: Männchen sind in der Regel etwa 3 cm größer als Weibchen. Zudem sind die Orangefärbungen von Nacken und Schwanz beim Männchen häufig leuchtender.

## Verbreitung und Lebensraum
Der Cozumel-Waschbär ist ein Endemit der Karibik-Insel Cozumel, die nur 15 km vor der Küste des mexikanischen Bundesstaats Quintana Roo liegt. Diese 478 km² große Insel ist für mehrere Endemiten bekannt. Neben dem Cozumel-Waschbären sind dies der Nelson-Nasenbär (Nasua nelsoni), eine Unterart des Halsbandpekaris (Pecari tajacu nanus), eine Unterart des Tuberkelhokkos (Crax rubra griscomi) und die Cozumel-Spottdrossel (Toxostoma guttatum).
Der bevorzugte Lebensraum sind Mangrovenwälder. Daneben leben die Waschbären in den Regenwäldern im Inselinneren und werden auch an Stränden und auf landwirtschaftlich genutzten Feldern gesehen. Die Nähe menschlicher Siedlungen ist nicht abschreckend. Insgesamt wird der Bestand des Cozumel-Waschbären auf 320 bis 950 Individuen geschätzt.

## Lebensweise
Cozumel-Waschbären sind hauptsächlich nachtaktiv, manchmal aber auch tagsüber unterwegs. Sie sind für gewöhnlich Einzelgänger, können sich aber auf der Nahrungssuche auch zu kleinen Trupps zusammenfinden. Der Aktionsraum eines Cozumel-Waschbären wird auf 67 Hektar geschätzt.
Der Cozumel-Waschbär ist ein Allesfresser. 50 Prozent seiner Nahrung machen Krabben aus. Weitere Kost besteht aus Früchten, Insekten und kleinen Wirbeltieren. An pflanzlicher Nahrung wurden Früchte von Manilkara und Pithecellobium sowie Gräser der Gattung Panicum nachgewiesen.
Über das Fortpflanzungsverhalten des Cozumel-Waschbären ist nur wenig bekannt. Geburten scheinen meistens zwischen November und Januar, aber auch zwischen Juli und August stattzufinden.

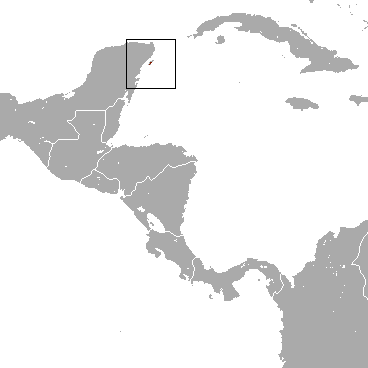
Verbreitungsgebiet des Cozumel-Waschbären

## Systematik
Noch vor einiger Zeit wurden diverse Inselarten des Waschbären anerkannt. Eine detaillierte Untersuchung hat ergeben, dass fast all diese Insel-Waschbären durch den Menschen eingeführt wurden und somit keine validen Arten sind. Die einzige Art, deren Gültigkeit nicht in Zweifel gezogen wird, ist der Cozumel-Waschbär.
Der Cozumel-Waschbär ist ein typisches Beispiel für eine Inselverzwergung. Die molekulare Uhr lässt eine Trennung von Cozumel- und Festland-Waschbären vor 47.000 Jahren wahrscheinlich erscheinen. Es gibt aber keine Fossilbelege, die Aufschluss über die Geschichte der Cozumel-Waschbären geben könnten.

## Bestand und Gefährdung
Die IUCN stuft die Art seit 2008 in die Kategorie „vom Aussterben bedroht“ (Critically endangered) ein. Diese Stufe wird immer vergeben, wenn Grund zur Annahme besteht, dass von einer Art weniger als 250 ausgewachsene Individuen existieren.
Eine Reihe von Gefahrenquellen sind auf Cozumel vorhanden. Vor allem Hurrikane haben gravierende Einwirkungen auf die Bestände. Nach der Hurrikan-Saison 2006 fand man viele Waschbären mit äußeren Wunden und Zahnverletzungen. Bei Populationen in den Mangrovenwäldern sind diese Auswirkungen stärker als bei denen im Inselinneren.
Obwohl die Wälder der Insel noch weitgehend intakt sind, ist der Cozumel-Waschbär auch durch menschliche Einflüsse bedroht. So wurde die Straße, die quer durch die Insel führt, im Jahr 2006 auf vier Spuren erweitert; viele Inselwaschbären kommen im Straßenverkehr zu Tode. Vom Menschen eingeschleppt wurden Haushunde und 1971 auch die Abgottschlange. Beide töten gelegentlich Waschbären. Hunde sind zudem eine Bedrohung, weil sie Waschbären mit Krankheiten infizieren können.